# Boustrophedon (album)
Boustrophedon is een studioalbum van Evan Parker, musicus uit de sectie jazz en elektroakoestische muziek. Het album is qua thematiek verbonden met Composition / Improvisation van Roscoe Mitchell. Mitchell (Amerikaan) en Parker (Brit) hadden de afspraak gemaakt zelf een aantal musici te kiezen van beide kanten van de Atlantische Oceaan. Daarbij werd niet gekeken naar het beoogde eindresultaat, maar naar musici, waarvan zij verwachtten dat het prettig samenwerken was. De keus van Mitchell, afkomstig uit de freejazz is daarbij afwijkend van de keus van Parker. De titel van het album verwijst naar de werkwijze boustrophedon; Parker gaat steeds heen en weer tussen enerzijds de freejazz en dan weer de elektroakoestische muziek.
De albums zijn opgenomen in de Muffathalle in München, een zaal die vaker wordt gebruikt voor opnamen van ECM Records. In tegenstelling tot de meeste ECM-opnamen is Manfred Eicher nu eens niet de producent; hij zat achter de opnameapparatuur.

## Musici
- Roscoe Mitchell – sopraansaxofoon
- Evan Parker – tenorsaxofoon, sopraansaxofoon
- Anders Svanoe – altsaxofoon, baritonsaxofoon
- Corey Wilkes – trompet, flugelhorn
- John Rangecroft – klarinet
- Neil Metcalfe – dwarsfluit
- Nils Bultman – altviool
- Philipp Wachsman – viool
- Marcio Matrtos – cello
- Craig Taborn – piano
- Jaribu Shahid, Barry Guy – contrabas
- Tani Tabbal, Paul Lytton – slagwerk, percussie

## Composities
Boustrophedon is onderverdeeld in 8 delen:
1. Overture (1:21)
2. Furrow I (8:09)
3. Furrow II (5:46)
4. Furrow III (11:07)
5. Furrow IV (5:21)
6. Furrow V (8:20)
7. Furrow VI (12:52)
8. Finale (6:19)

Opmerking
To furrow betekent doorploegen en verwijst dus naar het fenomeen boustrophedon; furrow zelf betekent groef.